# 1368年
| 千纪： | 2千纪 |
| 世纪： | 13世纪 \| 14世纪 \| 15世纪 |
| 年代： | 1330年代 \| 1340年代 \| 1350年代 \| 1360年代 \| 1370年代 \| 1380年代 \| 1390年代                                                     |
| 年份： | 1363年 \| 1364年 \| 1365年 \| 1366年 \| 1367年 \| 1368年 \| 1369年 \| 1370年 \| 1371年 \| 1372年 \| 1373年                           |
| 纪年： | 戊申年（猴年）；朱元璋吳二年；明洪武元年；元至正二十八年；明升開熙二年；越南大治十一年；日本南朝正平二十三年，北朝貞治七年，應安元年 |

## 大事记
- 1月23日（正月初四）——朱元璋在應天即皇帝位，建立明朝。朱元璋立馬氏為皇后，立朱標為皇太子，以李善長、徐達為左、右丞相。
- 二月，徐達、常遇春在濟南會師，常遇春率軍攻下東昌，茌平等縣官吏降明，徐達率軍攻克樂安（今山東廣饒縣），明軍基本平定山東，隨後朱元璋制定了南北兩路並進夾擊的方針，南路由 鄧愈向南陽進發，北路由徐達西攻開封。
- 二月，明朝廖永忠、朱亮祖攻下廣州，元朝江西行省右丞何真歸降，廖永忠、朱亮祖一路連克潮州、東莞。
- 3月29日——長慶天皇繼任為日本天皇。
- 四月，徐達從虎牢關（今河南省滎陽市汜水關）西進佔領洛陽，乘勝攻下嵩州（今河南嵩縣）、陳州（今河南淮陽）、汝州（今河南臨汝）等地，馮宗異、康茂才奉命攻克陝州（今河南陝縣）、潼關，平定河南。
- 七月，明朝陸仲亨與楊璟會師，攻下象州，平定廣西。
- 七月，朱元璋命徐達，派都督同知張興祖、平章韓政、都督副使孫興祖、指揮高顯等率益都、徐州、濟寧的軍馬在東昌府集合，等待與河南諸軍進攻河北，閏七月初二日在汴梁（今河南開封）出師。
- 9月10日——徐达率领的军队逼近大都，元顺帝夜半开大都的健德门北奔，率太子愛猷識理答臘、后妃、臣僚等离開大都。
- 9月14日——明朝军队开至元朝的首都元大都齐化门外，明军攻入城，元朝灭亡。
- 9月16日——元顺帝到达上都。
- 八月十五日——明太祖派征虜大將軍徐達、副將軍常遇春率軍攻取山西。
- 十二月，徐達攻克太原、大同、宣府等地，元將王保保逃到甘肅。
- 明太祖授第四十二代天師張正常護國闡祖通誠崇道弘德大真人，領道教事，視正二品。
- 明太祖在金陵天界寺設善世院，命令慧曇（1304 —1371）主持管理全國佛教。在他的職位之下又設置了統領、副統領、贊教、紀化等宗教職位，以實施對佛教教團的管理。
- 明长城开始修建。
- 足利義滿接任足利幕府第三代將軍一職。
- 特拉斯塔馬拉的恩里克和法王查理五世簽訂托雷多條約，將比斯開灣的艦隊借給法蘭西王國換取陸地上的軍事支援。
- 帖木儿夺取撒马尔罕汗位。
- 挪威国王向格陵兰派出最后一艘远航船。
- 挪威搭汉萨同盟签署和平协议。

## 出生
- 10月21日︰查理六世，法國瓦盧瓦王朝國王。（1422年逝世，54岁）